# Atherigona soccata
Espèce
Synonymes
- Atherigona indica Malloch, 1923,
- Atherigona infuscata   Emden, 1940[2].

Atherigona soccata, la mouche du sorgho, est une espèce d'insectes diptères de la famille des Muscidae.
Cette mouche, originaire de l'Ancien Monde, est un parasite du sorgho cultivé, du maïs et de diverses autres espèces de graminées. Elle peut causer des dégâts importants sur les cultures de sorgho dans les régions tropicales semi-arides.
La femelle adulte mesure environ 3 à 3,5 mm de long. le corps est gris brun, avec l'abdomen et les pattes jaunes.
La larve (asticot), très allongée, d'environ 6,5 mm de long présente deux lobes spiraculaires postérieurs noirs et des pièces buccales noires.
Cette mouche attaque les jeunes plants de graminées, principalement du sorgho, aussitôt après la levée. Elle pond ses œufs sous les feuilles. Dès leur éclosion, les larves pénètrent dans la plantule et creusent des galeries dans la tige, se nourrissant des tissus végétaux puis des moisissures qu se développent dans les galeries. Cela provoque chez la plante le syndrome du « cœur mort », avec le dessèchement des feuilles centrales.